# Campionati del mondo di ciclocross 2015
I Campionati del mondo di ciclocross 2015 (en.: 2017 UCI Cyclo-cross World Championships) si svolsero a Tábor, in Repubblica Ceca, dal 31 gennaio al 1º febbraio. Furono quattro le gare in programma, di cui tre maschili (categorie Elite, Under-23 e Juniores) e una femminile (categoria Elite).
Per la città di Tábor si trattò della terza ospitata dei campionati del mondo (le edizioni precedenti erano state quella del 2001 e quella del 2010.

## Programma
Le gare si sono svolte nell'arco di due giorni su un circuito di 3,150 km sulle rive del fiume Lužnice.
Sabato 31 gennaio:
- Gara maschile Junior – 15,71 km (5 giri)
- Gara femminile Elite – 15,71 km (5 giri)

Domenica 1º febbraio:
- Gara maschile Under-23 – 18,82 km  (6 giri)
- Gara maschile Elite – 25,04 km (8 giri)

## Medagliere
| Pos.   | Nazione     | Oro | Argento | Bronzo | Totale |
| ------ | ----------- | --- | ------- | ------ | ------ |
| 1      | Belgio      | 1   | 4       | 0      | 5      |
| 2      | Paesi Bassi | 1   | 0       | 4      | 5      |
| 3      | Danimarca   | 1   | 0       | 0      | 1      |
| 3      | Francia     | 1   | 0       | 0      | 1      |
| Totale | Totale      | 4   | 4       | 4      | 12     |

## Risultati
| Gara              | Oro                              | Tempo                     | Argento               | Tempo | Bronzo                        | Tempo |
| Uomini            |                                  |                           |                       |       |                               |       |
| Elite dettagli    | Mathieu van der Poel Paesi Bassi | 1h09'12" Media 21,71 km/h | Wout Van Aert Belgio  | a 15" | Lars van der Haar Paesi Bassi | a 17" |
| Under-23 dettagli | Michael Vanthourenhout Belgio    | 49'55" Media 22,62 km/h   | Laurens Sweeck Belgio | a 10" | Stan Godrie Paesi Bassi       | a 14" |
| Junior dettagli   | Simon Andreassen Danimarca       | 42'24" Media 22,23 km/h   | Eli Iserbyt Belgio    | a 40" | Max Gulickx Paesi Bassi       | a 41" |
| Donne             |                                  |                           |                       |       |                               |       |
| Elite dettagli    | Pauline Ferrand-Prévot Francia   | 49'10" Media 19,17 km/h   | Sanne Cant Belgio     | a 1"  | Marianne Vos Paesi Bassi      | a 15" |